# The Page Mystery
The Page Mystery és una pel·lícula muda de la World Film Company de misteri dirigida per Harley Knoles i protagonitzada per Carlyle Blackwell i June Elvidge. La pel·lícula es va estrenar el 30 d'abril de 1917. Es considera una pel·lícula perduda.

## Argument
Alan Winthrop, el fill menor d'una família anglesa, arriba als Estats Units on aconsegueix una feina de cuidador a la cabana de caça de Ralph Cornwell. Cornwell, conegut a la muntanya com el coronel Page, és un milionari sense escrúpols que ha obligat Edith Strong a casar-se amb ell amb la promesa de salvar el seu pare de la bancarrota. Edith el deixa el seu marit per culpa dels seus maltractaments i és a punt de suïcidar-se quan coneix a Alan, que li ofereix un treball com a criada a la casa de Cornwell. Durant una festa, pàg. és mort d'un tret i Edith és acusada del crim. Alan, per salvar-la, diu que ha estat ell però després es descobreix que Saul Potter, un antic empleat de Page, la dona del qual va acabar pel mal camí per culpa del milionari va disparar, exonerant Alan. Al final es descobreix que hi va haver dos trets. Saul va fallar i l'assassinat el va cometre Laura Le Moyle, amant de Page. Establerta la seva innocència, Alan i Edith s'adonen que s'estimen i comencen una nova vida junts.

## Repartiment
- Carlyle Blackwell (Alan Winthrop)
- June Elvidge (Edith Strong)
- Frank Goldsmith (Montague Winthrop)
- Alec B. Francis (Charles Winthrop)
- Arthur Ashley (Ralph Cornwell)
- Pinna Nesbit (Laura Le Moyle)
- Al Hart (Saul Potter)
- Charles W. Charles (Simeon Jagger)
- Lila Chester (Kathleen Lorraine)